# Woonschool

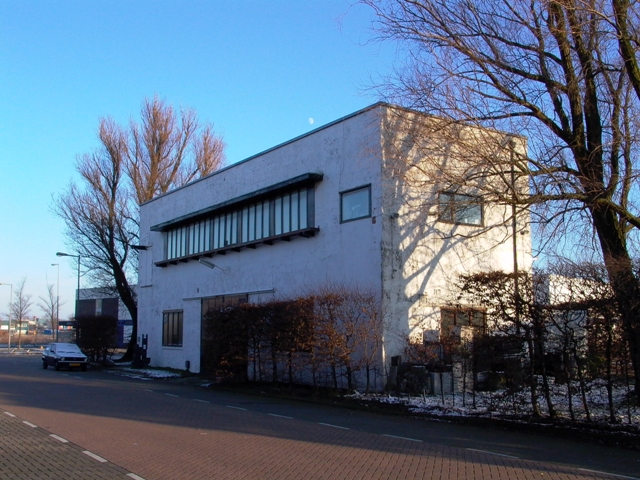
Het poortgebouw van de afgebroken woonschool Asterdorp in Amsterdam

Een woonschool is in Nederland een geplande woonbuurt waar probleemgezinnen onder toezicht werden gehuisvest en heropgevoed tot modelburgers - althans, dat was de bedoeling. Nadat in 1902 de Woningwet van kracht werd, kregen woningbouwverenigingen subsidies van het rijk om woningwetwoningen voor arbeiders te realiseren. Ook gaf de Woningwet gemeentebesturen de bevoegdheid om krotten onbewoonbaar te verklaren en te ontruimen. Hierdoor kwamen veel krotbewoners op straat te staan. Deze bewoners vonden niet gemakkelijk nieuw onderdak, veel van hen vertoonden gedrag dat als 'ontoelaatbaar', 'onmaatschappelijk' of 'asociaal' bestempeld werd, wat in de woningen van de woningbouwverenigingen niet meer werd getolereerd. Voor deze 'onmaatschappelijken' - waaronder ook mensen met grote huurachterstanden - werden zowel in de jaren twintig van de 20e eeuw, als na de Tweede Wereldoorlog woonscholen opgericht. Woonscholen waren wijken, veelal gebouwd aan de randen van de grote steden. Dat was anders dan in de 19e eeuw, toen werden 'onmaatschappelijken' juist ver buiten de steden opgevangen, voornamelijk in de koloniën van de Maatschappij van Weldadigheid.

## Opzet en praktijk
Een woonschool was geen school, maar een wijk. In het midden van de wijk stond in veel gevallen een buurtgebouw, de eigenlijke woonschool. Hier bevond zich meestal ook het centrale badhuis. In een woonschool kregen de bewoners begeleiding op het gebied van het huishouden, budgetteren, persoonlijke hygiëne en (voor de mannelijke bewoners) het afzien van alcohol. Direct om het centrale plein woonden de gezinnen die intensieve begeleiding nodig hadden. De bewoners waren onderverdeeld in klassen, van asociaal tot kansrijk, met kansrijk werd bedoeld dat ze kans maakten om in een reguliere wijk te gaan wonen. De meest asociale bewoners woonden in het midden van de woonbuurt, dicht bij de woonschool, de 'betere' gezinnen woonden aan de buitenranden. Het was de bedoeling dat de bewoners steeds verder naar de rand van het complex verhuisden. Als het daar goed ging, kon men terugkeren in de maatschappij.
In de praktijk werkte het concept van de woonschool nauwelijks, vaak werden bewoners er eerder slechter dan beter van omdat slecht gedrag elkaar leek te versterken. Bovendien kregen bewoners van een als woonschool aangemerkte buurt vaak een stigma opgeplakt, wat hen zeker niet hielp uit hun achterstandsituatie te komen. Mensen uit woonscholen konden door het stigma moeilijk aan werk en andere huisvesting komen.
In een woonschool was alle inspanning gericht op heropvoeding van de bewoners, maar ook buiten de woonscholen oefenden gemeenten en bouwverenigingen controle uit op bewoners. In 1930 waren in Nederland 111 'woningopzichteressen' werkzaam.
In 1933 beschreef de Amsterdamse sociaal-psychiater dr. Arie Querido de woonschool Zeeburgerdorp in Amsterdam. Hij maakte onderscheid tussen drie groepen bewoners:
- de "voorwaardelijk maatschappelijken": bijvoorbeeld een door armoede in de problemen gekomen gezin, dat wel proper is en de kinderen goed te eten geeft.
- de "voorwaardelijk onmaatschappelijken": een groep waarbij dronkenschap, geestesziekte of debiliteit bij één of beide ouders vaak voorkomt. Verbetering is nog mogelijk. De problemen kunnen met steun, hulp en toezicht van anderen aangepakt worden.
- de "onvoorwaardelijk onmaatschappelijken": de groep van de hopelozen, de onverbeterlijken: ze hebben geen enkel verantwoordelijkheidsgevoel en hun kinderen gaan niet naar school.

In zijn studie naar de maatschappelijke omstandigheden en geestelijke gesteldheid van de bewoners kwam Querido tot de conclusie dat erfelijke factoren geen rol hoefden te spelen bij de onmaatschappelijkheid van bewoners. Zijn mening stond lijnrecht tegen die van de toentertijd populaire eugenisten die als reden voor 'onmaatschappelijkheid' erfelijke factoren aanwezen.

## Naoorlogse ontwikkeling
Na de Tweede Wereldoorlog kregen ook de voormalige rijksevacuatiekampen voor oorlogsslachtoffers een nieuwe bestemming. Deze kampen werden "Gezinsoorden voor Moeilijk Opvoedbare Gezinnen" genoemd. In totaal waren er negen gezinsoorden, veelal geïsoleerd gelegen in bossen en landelijke gebieden van Drenthe en Overijssel: Ruinen, Linde, Ter Arlo, Echten, Schaershoek, Boomhof, Molengoot, Drakenburg en het Ronde Huis. Ook in deze gezinsoorden stond heropvoeding centraal. De meeste bewoners woonden er niet vrijwillig, het waren bewoners die door de gemeente als asociaal waren aangemerkt en tegen hun zin 'gedeporteerd' werden naar de gezinsoorden. Een aantal door de bombardementen dakloos geworden Rotterdammers kon na de oorlog nergens meer terecht en woonden ook in de gezinsoorden. Zo was Kamp Molengoot in Hardenberg eerst een onderkomen voor arbeiders, die in het kader van de zogenaamde werkverschaffing ontginningswerkzaamheden uitvoerden voor de Heidemaatschappij. Vanaf 1942 werden er joden gehuisvest, daarna Rotterdamse evacués en na de oorlog eerst NSB’ers en later door het Ministerie van Maatschappelijk Werk geplaatste maatschappelijk onaangepaste gezinnen. Tussen 1961 en 1970 was het kamp, onder de naam Gezinsoord Overijssel, een woonschool voor asocialen uit de hele provincie.
In veel gemeenten was het in de jaren vijftig en zestig van de twintigste eeuw ook gebruikelijk probleemgezinnen bij elkaar in een bepaalde wijk te huisvesten waardoor toezicht op de gezinnen gemakkelijker was, maar er toch een zekere menging met de overige bevolking plaatsvond. De bewoners kregen een huurbijdrage of toeslag en maatschappelijke begeleiding. In Amsterdam werd onder andere de toeslagwijk Het Molenkwartier in het stadsdeel Geuzenveld-Slotermeer gebouwd. In totaal werden er ongeveer 200 woningen gebouwd, onder andere in de Cornelis Outshoornstraat en de Burgemeester van Leeuwenlaan. In deze laatste straat woonden de Tokkies toen deze familie in 2002 landelijke bekendheid kreeg. Ambtelijk worden deze buurten in Amsterdam ook wel als A-wijken aangeduid.

## Jaren 60: emancipatie en opbouwwerk
In de jaren zestig veranderde de aanpak en richtte de overheid zich meer op de emancipatie van de bewoners, de woonscholen met hun strenge toezicht verloren hun functie. Een studie van de socioloog Herman Philip Milikowski was voor veel hulpverleners in die tijd een symbool voor de gewijzigde inzichten. Hij publiceerde in 1961 een studie met de veelzeggende titel: Lof der onaangepastheid: een studie in sociale aanpassing, niet-aanpassing en onmaatschappelijkheid.
In diezelfde periode werd de term 'onmaatschappelijk' taboe, probleemgezinnen vielen niet meer onder streng toezicht, ze moesten emanciperen en vooral 'geholpen' worden, het welzijnswerk deed z'n intrede. Dit idee was afkomstig uit de Verenigde Staten waar het community organisation heette, in het Nederlands vertaald als opbouwwerk. Deze omslag werd door de rijksoverheid erkend door de wijziging van de tot begin jaren zeventig gebruikte regeling voor 'gespecialiseerd gezins- en wijkwerk' in de regeling 'opbouwwerk in bijzondere situaties' (O.B.S.). Het accent werd daarbij verschoven van een individuele benadering naar een meer groepsgerichte (community) benadering. Volgens de nieuwe inzichten moesten probleemgezinnen niet meer geïsoleerd wonen, maar gemengd tussen 'gewone' gezinnen en de hele buurt moest betrokken worden bij de emancipatie van de 'asocialen'. De spil in zo'n wijk werd gevormd door een wijkcentrum dat werd opengesteld voor alle bewoners. De opbouwwerkers bleven hun aandacht echter richten op de probleemgezinnen. Het experiment met gemengde wijken en wijkcentra had, zeker in het begin, niet overal een even gelukkig verloop. Beide bewonersgroepen mengden lang niet altijd, ze vermeden en wantrouwden elkaar vaak.

## 21e eeuw
Op het einde van de 20e eeuw trad er een kentering op en werden probleemgezinnen weer actief door hulpverleners benaderd. Deze vorm van hulpverlening werd bemoeizorg genoemd. In het begin van de 21e eeuw kwam het idee van de woonschool weer terug in de vorm van container- en laatstekanswoningen en de gezinscoach. Zo plaatste de gemeente Kampen in 1993 vier containerwoningen, bedoeld voor extreme overlastgevers. In het Amsterdamse stadsdeel Westerpark werd in 2007 het project Skaeve Huse, scheve huizen naar Deens voorbeeld, geopend. De Algemene Woningbouw Vereniging (AWW), Woonstichting De Key en de daklozenopvang HVO-Querido zijn de initiatiefnemers van dit lokale project voor extreme overlastgevers. Ook het idee van menging van verschillende bevolkingsgroepen keerde weer terug of beter: is nooit weggeweest. Mengen van onder- en middenklasse was een van de pijlers van het grotestedenbeleid en is ook weer een van de speerpunten binnen de vogelaarwijken, daartoe worden in wijken duurdere koopwoningen en sociale woningbouw in één wijk gebouwd.

## Voorbeelden van woonscholen
- Asterdorp (Amsterdam-Noord): Nooddorp van 131 woningen in Amsterdam Noord voor 'ontoelaatbare gezinnen', gebouwd in 1927. Om het dorp stond een muur met slechts één poort, dit om het toezicht door de 'woonopzichteres' te vergemakkelijken. In 1932 werd er op verzoek van de bewoners een tweede ingang gemaakt aan de Asterweg en kregen de straatjes ook namen en huisnummers. In 1940 vertrokken de oorspronkelijke bewoners, veelal naar Floradorp en werden na een opknapbeurt Rotterdammers in Asterdorp gehuisvest die tijdens het bombardement hun huis waren kwijtgeraakt. Toen deze bewoners na enkele jaren weer naar Rotterdam teruggingen, nam de Duitse bezetter Asterdorp in beslag om er 240 joodse Amsterdammers onder te brengen, die later naar kamp Westerbork weggevoerd werden. In 1943 werd het dorp gedeeltelijk vernield tijdens een bombardement. Asterdorp werd in 1955 afgebroken; alleen een poortgebouw is bewaard gebleven.
- Zeeburgerdorp (Amsterdam-Oost): Dit "Tydelyk tehuis voor gezinnen" van de Amsterdamse Woningdienst bestond vanaf 1918 uit houten barakken en vanaf 1927 uit twee rijen met 56 kleine betonnen huisjes, gelegen langs de Nieuwe Vaart en het Lozingskanaal in Amsterdam-Oost. In het dorp bracht een woonopzichteres de bewoners de beginselen van goed wonen bij. De enige toegang werd gecontroleerd. Er was een badgelegenheid en er waren washokken en clublokalen. Huizen waren zo gemaakt dat optimale sociale controle mogelijk was. In 1944 werden de woningen op last van de Duitse bezetter afgebroken; de bewoners werden naar Uilenburg verhuisd (naar de woningen van het opgeheven joodse Bouwfonds Handwerkers Vriendenkring). Het Zeeburgerpad herinnert nog aan de locatie van het dorp.
- Zomerhof (Den Haag): In 1921-1923 werden zogenaamde controlewoningen gebouwd aan de Troelstrakade. Tot 1938 werden hier asociale gezinnen onder toezicht geplaatst om heropgevoed te worden. Na de sloop in 1963 werden er op de plaats van het Zomerhof een school en drie grote flats gebouwd. De straatnaam veranderde in Willem Dreespark. Voor 1923 werden mannen en vrouwen uit asociale gezinnen in Den Haag gescheiden opgevangen.
- Het Rode Dorp (Den Haag): In 1841 werd tussen Hoefkade en de huidige Parallelweg - toen buiten de stad - een buurtje gebouwd bestaande uit twee smalle straatjes met ondiepe arbeiderswoninkjes. De huizen werden gebouwd door de Maatschappij van het Nut en waren bedoeld om asocialen te huisvesten en te heropvoeden. In 1985 is het Rode Dorp gerenoveerd, maar de huizen stonden in 2012 op de nominatie om gesloopt te worden. Uiteindelijk zijn ze toch weer opgeknapt, ze worden daarna verhuurd als studentenwoning.
- Parkwijk (Haarlem): In 1960 werden ten noorden van de Berlagelaan 62 eengezinswoningen rond 4 pleintjes (Blaauwplein, De Bordesplein, Sevenhuijsenplein en Van der Banplein) gebouwd, alsmede een centrum voor maatschappelijk werk en een buurtcentrum. Inmiddels zijn alle woningen vervangen door nieuwbouw.
- De Ravelijn (Maastricht): Uit onderzoek van priester-geograaf Harry Litjens in 1952 bleek dat 7,5% van de Maastrichtse bevolking asociaal of zwaksociaal was. In 1955 werd De Ravelijn opgeleverd en trekken 104 uit het onderzoek van Litjens geselecteerde gezinnen in de nieuwe woningen. Zij kwamen vooral uit het Stokstraatkwartier in het centrum dat in die tijd gesaneerd werd. Tot 1982 werd De Ravelijn als woonschool gebruikt, maar door stigmatisering kwamen slechts weinige bewoners verder op de maatschappelijke ladder. Nu worden de woningen regulier verhuurd aan studenten en kunstenaars.
- Kolpingbuurt (Nijmegen): In de jaren zestig verhuisde de gemeente Nijmegen de bewoners van de naoorlogse noodwoningen in het centrum van de stad, voor het overgrote deel sociaal zwakkeren, naar geïsoleerd liggende buurten om hen zo beter in de gaten te houden. In de Kolpingbuurt werd voor deze mensen - sociaal zwakkeren, woonwagenkampbewoners en steuntrekkers - een woonschool ingericht waar mensen onder begeleiding hun onmaatschappelijk gedrag moesten afleren.
- Zestienhovense Polder (Rotterdam): Een geïsoleerd liggende buurt met 120 woningen uit de jaren zestig nabij de luchthaven Rotterdam The Hague Airport. Ze werd gebouwd naast Landzicht, een in 1941 gebouwd wijkje met noodwoningen voor slachtoffers van het Duitse bombardement in 1940. De huizen aan de Schipholstraat, Welschapstraat, Eeldestraat en Ypenburgstraat, dat vanwege de omheining ook wel Het Indianendorp werd genoemd, werden toegewezen aan 'onmaatschappelijken'. In het buurthuis werden de bewoners tot in de jaren zeventig opvoedkundige en huishoudelijke vaardigheden bijgebracht.
- Houtplein (Utrecht): Een woningcomplex met opzichterswoning en badhuis in Pijlsweerd, waar vanaf 1925 sociaal en economisch zwakke gezinnen ('onmaatschappelijken' genoemd) werden gehuisvest. De woningen werden verhuurd door de Stichting Volkswoningen die van 1924 tot 1975 heeft bestaan. De stichting beheerde vanaf 1930 ook woningen in het complex Ondiep XIII, in de Geuzenwijk in wat later Zuilen werd, en vanaf 1948 woningen in Ondiep XII, rond de Framboosstraat in Ondiep, en op het Anthonieplein aan de Loevenhoutsedijk. De opzichter van het Houtplein werd toen tot directeur van de stichting gepromoveerd. Al deze woningcomplexen zijn in de jaren zeventig ten prooi gevallen aan de stadsvernieuwing, behalve de beheerderswoning van het Anthonieplein.